# Guadalcanal (Sevilla)
Guadalcanal es un municipio español de la Sierra Norte de la provincia de Sevilla, comunidad autónoma de Andalucía. Está encuadrado en el partido judicial de Cazalla de la Sierra.

## Toponimia
Es procedente del árabe Wad al-Qanal (وادي القنال) «río del canal» o, según una etimología popular, «río de creación». Rafael Lapesa lista el topónimo como un híbrido arábigo-romance entre la raíz árabe para «río» y la palabra «canal».
La historiografía tradicional sostiene que Guadalcanal sería la Tereses nombrada por Plinio el Viejo en su Historia Natural, mientras que en el siglo V los alanos (o vándalos) habrían ampliado la población y cambiado el nombre a Canani, origen del actual Guadalcanal, como habrían hecho con una tal Fortunale, renombrándola como San Nicolás del Puerto, y con Ancanicum, llamándola Alanís. La historia aparece repetida en obras como la Población General de España, de Juan Antonio de Estrada (1768), y la Geographia historica de Pedro Murillo Velarde (1752), quien añade Texera como otro supuesto nombre antiguo de la villa. Quien la había popularizado era Rodrigo Caro, que a su vez la había tomado de Marco Máximo, obispo de Zaragoza en el siglo VII, cuyo Cronicón había sido difundido a principios del XVII por el jesuita Jerónimo Román de la Higuera. Sin embargo, ya antes del final de la centuria Nicolás Antonio había demostrado la falsedad de gran parte del documento, deslegitimando esta interpretación tantas veces repetida.
En realidad, actualmente se considera que Tereses es solo una mala lectura de Siareses [Fortunales], ubicada en los terrenos de La Cañada, Utrera, del mismo modo que Ancanicum o Emanicum lo es de [Callenses] Aeneanici, la supuesta Alanís, que estuvo al norte de Montellano y al este de El Coronil. Esta hipótesis ya fue avanzada en 1897 en base al hallazgo de inscripciones al sur del Guadalquivir.
Otra ciudad nombrada por Plinio en la que se ha querido ver a la actual Guadalcanal es Serippo, aunque la mayoría de estudios la sitúan, como a Siareses, al sur del Guadalquivir, y podría ser una mala lectura por Irippo (Mesa de Gandul en Alcalá de Guadaíra). El origen de la problemática se halla en la confusa división establecida en la obra del historiador romano entre la Beturia Céltica, abarcando desde el Guadiana al Guadalquivir, y los Baetici Celtici, pueblos establecidos supuestamente en las comarcas que se extienden entre Utrera y Ronda.
Como curiosidad, se conserva en manuscritos de Isaac Newton anotaciones a la edición espuria del Cronicón ampliada y comentada por Fray Francisco de Bivar (1651), expresamente en la frase en la que se nombra a Canani o Callani, la supuesta Guadalcanal.
Guadalcanal, a su vez, dio nombre a una de las Islas Salomón, la Isla de Guadalcanal; bautizada así por Pedro de Ortega Valencia, natural de la localidad y oficial en la expedición de Álvaro de Mendaña en el Pacífico de 1567–69. En torno a esta isla se desarrolló una de las batallas decisivas de la Segunda Guerra Mundial, la Batalla de Guadalcanal.

## Geografía
Su municipio tiene una extensión superficial de 275 km². El núcleo de población, cuyas coordenadas geográficas son 38° 05′ N, 5° 49′ O, se encuentra situado a una altitud de 702 metros, encajado en un valle entre las Sierras del Agua y del Viento, a 110 kilómetros de la capital de provincia, Sevilla. El punto más elevado del término municipal es el Cerro de La Capitana en la mencionada Sierra del Viento, cuya altura máxima es de 993 m s. n. m., la mayor de la Sierra Norte de Sevilla. Cercano al núcleo de población se encuentra el Puerto de Llerena, todavía en Andalucía; su altitud real es de 814 m s. n. m. El curso fluvial más cercano a la localidad es el Arroyo de San Pedro, que discurre aproximadamente 1 km al sur; sus aguas desembocan en el Rivera de Benalija, límite meridional del término municipal.
El clima es de tipo mediterráneo continental, con inviernos muy fríos y veranos suaves. Las máximas en pocas ocasiones superan los 28 o 30 °C en verano; mientras que en invierno las mínimas pueden alcanzar los -5 °C, registrándose nevadas todos los años. La temperatura media anual es de unos 10-12 °C, y la media de las precipitaciones, de unos 1000 mm.

## Historia
En 1241 fue arrebatada al dominio árabe por Rodrigo Íñiguez, decimoquinto Maestre de la Orden de Santiago, quedando por tanto bajo la jurisdicción de la misma y adscrita a su Provincia de León (que abarcaba asimismo grandes extensiones en Extremadura); y en lo eclesiástico, a la vicaría de Santa María de Tentudía (de la que se desliga durante el siglo XIV), dependiente a su vez del Priorato de San Marcos de León. En 1594 contaba con 1055 vecinos pecheros. A ella pertenecía la aldea de Malcocinado, actualmente en Extremadura, originada a partir de las viviendas de unos pastores procedentes de la propia villa.
A finales del siglo XV fue testigo de la lucha entre Enrique de Guzmán, II duque de Medina Sidonia, y Alfonso de Cárdenas, por la obtención del maestrazgo de la Orden de Santiago. En enero de 1475, Cárdenas sorprendió a sus adversarios en Guadalcanal, donde sus seguidores se hicieron con un gran despojo, que incluía las pertenencias personales del duque.
Fortificada «desde antiguo» por su situación geográfica, las defensas fueron mandadas derruir por su participación en la revuelta de los Comuneros, aunque han sido identificados los restos de su alcazaba árabe en el entorno de la Iglesia de Santa María de la Asunción y la traza de diversos tramos de muralla en otros puntos del recinto. Hoy en día, pese a la anterior abundancia de castillos en su término, apenas quedan restos del de La Ventosilla.
No es hasta el año 1833, con la nueva división provincial de Javier de Burgos, cuando Guadalcanal deja de pertenecer a Extremadura y pasa a formar parte de la provincia de Sevilla, en la región histórica de Andalucía.
La villa sufrió una fuerte crisis en el siglo XIX que acabó con sus cuatro comunidades de religiosas y se ha enfrentado, como la mayoría de las poblaciones rurales, al éxodo masivo de sus habitantes a la ciudad, ocurrido en el siglo XX.

### Guerra de la Independencia
Durante la Guerra de Independencia, Guadalcanal fue ocasionalmente teatro de las operaciones de los ejércitos anglo-español y francés. El 22 de enero de 1810, tras la invasión de Andalucía por el rey José y el mariscal Soult, las tropas al mando del duque de Alburquerque, con base en Don Benito, se encaminaron por Guadalcanal hacia la defensa de Sevilla, sede de la Junta Central. Tras dar por perdida la ciudad, este general acabó recogiéndose con sus tropas a la Isla de León, salvaguardando el gobierno que en Cádiz convocaría las Cortes constituyentes.
Hasta inicios de enero de 1811, Guadalcanal se halló ocupada por las partidas de Gabriel de Mendizábal, a cargo del ejército de Extremadura en ausencia del marqués de la Romana. En este momento se replegó por Mérida para protegerse del avance del mariscal Soult, cuyas tropas se presentaron ante Olivenza poco después. El 15 de abril, el contraataque del ejército anglo-español mandado por el general Beresford retomó Olivenza y los aliados se colocaron en Zafra, obligando a los franceses de Latour-Maubourg a retroceder el 18 hasta Guadalcanal. Estos movimientos culminaron en mayo en la batalla de La Albuera, en la que el ejército combinado impidió a Soult socorrer el asedio de Badajoz, si bien este hubo de abandonarse un mes después, quedando la baja Extremadura en poder de los franceses.
Tras rendirse la guarnición francesa de Badajoz ante lord Wellington el 6 de abril de 1812, el mariscal Soult, que había vuelto a adelantarse hasta Villafranca de los Barros, retrocedió hacia Sevilla dejando al general Drouet apostado entre Fuente Obejuna y Guadalcanal. Este estuvo desde mayo acantonado hacia Llerena, y a finales de agosto, tras la evacuación francesa de Madrid y Sevilla, hizo lo propio camino de Córdoba por Azuaga. El ejército napoleónico no volvería a controlar Guadalcanal durante el resto de la guerra, habiéndolo hecho durante aproximadamente un año y siete meses.

## Demografía
Cuenta con una población de 2522 habitantes (INE 2024).
| Gráfica de evolución demográfica de Guadalcanal entre 1842 y 2021                                                     |
| |
| Población de derecho según los censos de población del INE. Población de hecho según los censos de población del INE. |

## Economía
Cuenta con varias cooperativas olivareras, y posee un importante mercado de fabricación de muebles. También era el caso en la producción de ladrillos refractarios hasta que dos instalaciones del sector echaron el cierre en 2008 y 2011. Antiguamente fue conocida por sus viñedos, práctica desusada en la actualidad; así aparece mencionada en Rinconete y Cortadillo, una de las Novelas Ejemplares de Miguel de Cervantes, donde habla del famoso «vino de Guadalcanal».
No obstante, la actividad que ha estado inseparablemente asociada a Guadalcanal durante siglos ha sido la minería. Son bien conocidas sus minas de plata de Pozo Rico, abiertas en 1555 y de las que se ocuparon entre otros los poderosos Fúcares; aunque la región ya había sido explotada en la antigüedad clásica. En ellas se emplearon por primera vez los hornos de reverbero de origen alemán, hasta un número de ocho. En 1568 se alcanzaron los 198 m de profundidad; en 1573 los 157 estados o 230 m y en el siglo siguiente, con ayuda de la pólvora, los 350 m. Su gran dificultad de explotación fue el desagüe. Como cita el Profesor Julio Sánchez Gómez: Fundamentalmente se entrecruzan en Guadalcanal las dos experiencias mineras más importantes de la época, la americana y la centroeuropea, un caso prácticamente único en su siglo en el Viejo Continente. Se inició el empleo de los «ensayes» para analizar la riqueza de los minerales, que se realizaban oficialmente para las distintas minas de España. Por allí pasaban importantes caminos, como el de Sevilla a Madrid por Cazalla y Talavera o la Ruta del Mercurio, desde Almadén a Nueva España. En Guadalcanal se hallaba la primera factoría donde se empleó a escala industrial el método de la amalgama en Europa, lo que atrajo la atención e interés de alquimistas, mineros y metalúrgicos europeos que se acercaron a la mina no solo para trabajar allá, sino también, tal vez, para realizar una forma de espionaje industrial de tan importante novedad tecnológica.

### Evolución de la deuda viva municipal
| Gráfica de evolución de Deuda viva del Ayuntamiento de Guadalcanal entre 2008 y 2019                                |
| |
| Deuda viva del Ayuntamiento de Guadalcanal en miles de Euros según datos del Ministerio de Hacienda y Ad. Públicas. |

## Símbolos

### Escudo
En campo de sinople: una canal de plata aclarada de sable, vertiendo un caño de agua, y acostada de dos dagas curvas de plata, con empuñaduras de oro.
Al timbre: Corona real del siglo XVI otorgada por Felipe II al haber sido la población elevada al título de Villa.

## Patrimonio

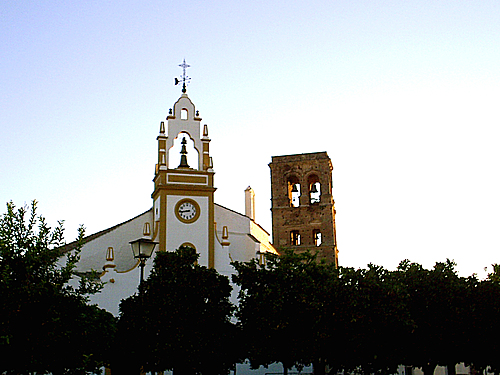
Vista de la iglesia de Santa María

### Parroquia de Santa María de la Asunción
La iglesia parroquial se encuentra situada en la céntrica Plaza de España, espacio que comparte con el Ayuntamiento y la antigua Iglesia de San Vicente. Es un edificio de estilo gótico-mudéjar, con planta de cruz latina aunque con diversas modificaciones. Consta de tres naves escalonadas y una torre en la parte delantera con varias campanas. El acceso al templo se hace por una puerta abierta en el lateral de una de las naves que da a la plaza. La parte trasera, donde se encuentra el ábside, corresponde a una remodelación de los años 1930 para embellecer la plaza consistente en una torre del reloj de marcado estilo neomudéjar. De la Iglesia destaca igualmente la puerta de la sacristía, perteneciente a la antigua alcazaba árabe que se encontraba en este lugar.

### Iglesia de Santa Ana

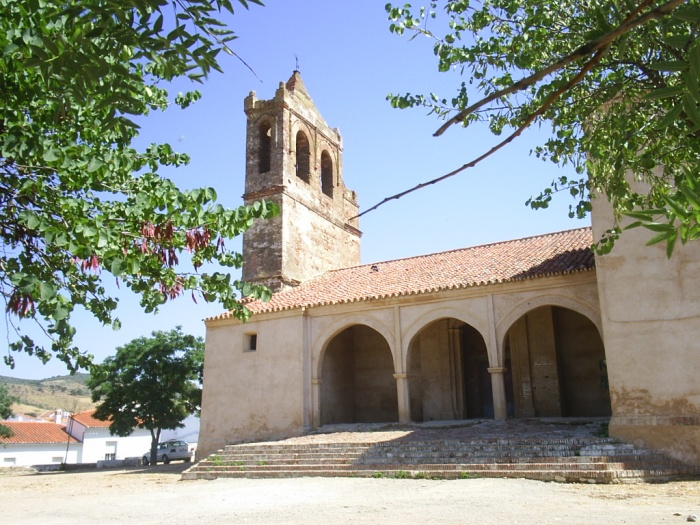
Iglesia de Santa Ana en Guadalcanal

Esta iglesia es de estilo mudéjar y fue erigida entre finales del siglo XV y principios del XVI, siendo posteriormente ampliada y transformada en el XVIII. De una sola nave, está situada en un altozano desde el que domina buena parte de la población. Fue declarada Monumento Histórico-Artístico de carácter Nacional en 1979, en la actualidad Bien de Interés Cultural, y son de destacar sus capillas y retablos de los siglos XVII y XVIII. Desacralizada, tras labores urgentes de restauración en 1997–99 y de posterior adaptación, se halla dedicada a Centro de Interpretación.
A la primera etapa corresponden la planta rectangular de una sola nave con arcos transversales, el pórtico exterior, con tres arcos apuntados enmarcados por alfices sobre pilares ochavados, y la torre-fachada de tres cuerpos rematada por chapitel situada a los pies.
A la segunda etapa corresponde la decoración de las portadas laterales, adinteladas con pilastras adosadas y flanqueadas con frontón recto partido con hornacina central, y la cubierta de la capilla mayor, de bóveda semiesférica, al igual que las cuatro capillas adosadas en los muros laterales.

### La Almona
Es el monumento civil más antiguo de la región y data de 1307, siendo construida como casa del bastimento del Maestre de la Orden de Santiago, constituyendo su almacén de provisiones; también podría haberse destinado con posterioridad a la fabricación de jabones. A la planta superior se tiene acceso a través de una rampa exterior que permitía ascender a caballo. El edificio es de titularidad privada y sólo una parte se ha restaurado, y se encuentra abierto al público como restaurante.

### Otros edificios
Sus monumentos han sufrido un fuerte deterioro material, que en algunos casos se ha prolongado más de un siglo; pero en los últimos tiempos se han llevado a cabo en ellos varias labores de restauración. La Iglesia de San Sebastián, desacralizada, fue convertida en Mercado de Abastos durante el siglo XX; gótico-mudéjar, destaca por la gran altura de sus pilastras y los llamativos arcos transversales apuntados. La ya mencionada de San Vicente, del siglo XVIII, siguió el mismo camino y es ahora sede de una peña futbolística. La de la Concepción, coetánea, sufrió las consecuencias del paso a manos privadas durante los procesos desamortizadores y su interior se halla en deplorables condiciones, habiéndose efectuado obras parciales de restauración en sus fachadas. El convento asociado a esta iglesia ha desaparecido aunque sus trazas pueden rastrearse en las casas colindantes. En mejor estado se conserva el Convento del Espíritu Santo, que hizo las veces de escuela en otro tiempo. Peor suerte ha corrido el antiguo Hospital de los Milagros, en avanzado estado de ruina. Por último, existen ermitas en las afueras como las de San Benito y Nuestra Señora de Guaditoca, patrona del pueblo.

## Ferias
Se celebra en la última semana de agosto, en el Coso o recinto ferial, y es en estos meses de verano cuando el pueblo rebosa de vitalidad en sus lugares característicos: el Paseo del Palacio, jardín con unas vistas maravillosas de la sierra, y el Coso de la Feria.
A finales de febrero y principios de marzo se celebraba el denominado "Encuentro Regional Andalucía-Extremadura", una feria de muestras de la comarca de la Sierra Norte de Sevilla y de los municipios más cercanos de Badajoz que se realizaba en el recinto ferial. Esta feria de muestras dejó de realizarse en el año 2009.

## Romería al Santuario de Nuestra Señora de Guaditoca

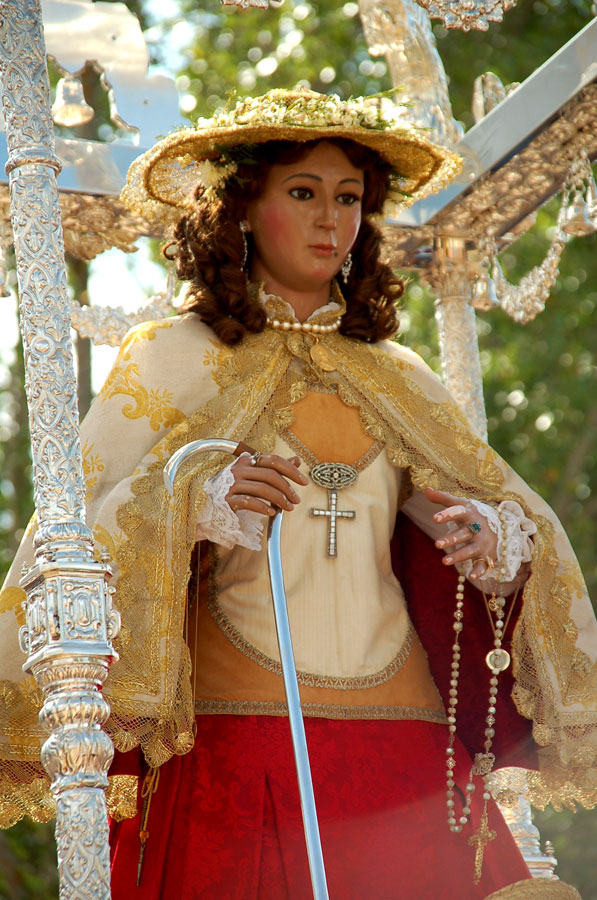
Virgen de Guaditoca

La Virgen de Guaditoca pasa cinco meses en el pueblo y otros siete en el Santuario, a 11 kilómetros de la localidad. Las dos romerías se corresponden con el último fin de semana de septiembre y de abril. En septiembre, la patrona sale en procesión el viernes hasta el Convento del Espíritu Santo, vestida de reina, para pasar la noche allí y a la mañana siguiente, ya vestida de pastora, es traslada a su Santuario. En cambio, en abril la Virgen regresa hasta el Convento el sábado por la tarde y el domingo se hace la misma procesión sólo que desde el Convento hasta la parroquia de Santa María de la Asunción.

## Semana Santa

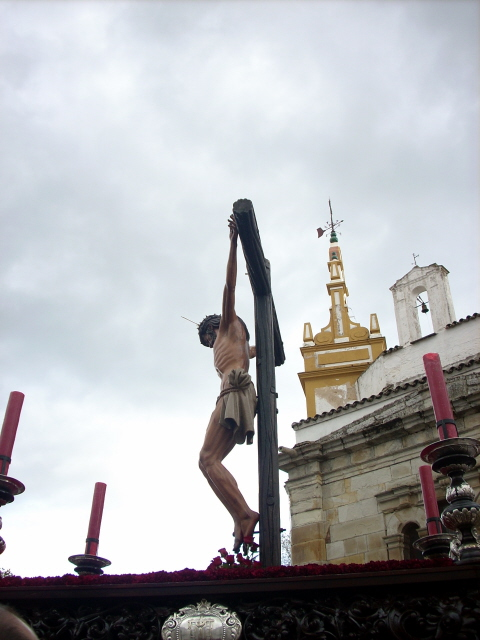
Cristo de las Aguas

Guadalcanal cuenta con una Semana Santa muy rica en procesiones y tallas. Existen cinco hermandades de penitencia y dos agrupaciones parroquiales.
Los desfiles procesionales tienen su salida y su entrada en la iglesia parroquial de Santa María de la Asunción, recorriendo las principales calles del casco urbano.
Domingo de Ramos. Asociación Parroquial La Borriquita: Santísimo Cristo del Amor y Nuestra Señora del Rosario y Palma. Un paso. Esta Agrupación se fundó en 1979. El paso es plateado, de estilo barroco con líneas rectas; en él se representa la Entrada de Jesús en Jerusalén acompañado por la Virgen del Rosario con vestimenta a la usanza hebrea. Un frondoso olivo natural contribuye a ubicar la escena. Los nazarenos, niños en su mayoría, visten túnicas blancas con capillos azules y portan las tradicionales palmas y ramas de olivo.
Miércoles Santo. Hermandad del Costalero: Santísimo Cristo de la Humildad y Paciencia y María Santísima de la Paz. Dos pasos. Fue fundada esta Cofradía en 1980. El paso de Cristo representa el momento en que Jesús espera pacientemente a ser crucificado, acompañado por un sayón y un soldado romano. La talla es del siglo XVII, anónima. Sobre el paso de palio –con original techo de malla- procesiona la imagen de la Virgen de la Paz, obra de Matilde García. Las túnicas de los nazarenos son blancas con capillos y fajín de terciopelo verde oscuro.
Jueves Santo. Hermandad de la Vera-Cruz: Santísimo Cristo Amarrado a la Columna y María Santísima de la Cruz. Dos pasos. En el primero de ellos se representa la escena de los azotes al Señor Amarrado a la Columna, acompañado por un sayón y un soldado romano. La columna es de plata de ley. En el paso de palio, la Santísima Virgen de la Cruz. Ambas son tallas del imaginero Antonio Castillo Lastrucci. Los nazarenos del tramo de Cristo visten túnicas y capillo rojo de raso; los del tramo de Virgen, túnicas y capillo negro y capa verde. Esta Cofradía ya existía a finales del siglo XVI.
Madrugada. Hermandad de Nuestro Padre Jesús: Nuestro Padre Jesús Nazareno y María Santísima de la Amargura. Dos pasos. A las cinco en punto se abren las puertas del templo para, tras los nazarenos con túnica y capillo morados, ver aparecer el paso con la imagen de Nuestro Padre Jesús Nazareno, obra de Fernández Andes. Le acompaña la imagen del Cirinero ayudándole a portar la cruz. Los nazarenos del tramo de palio visten túnica blanca y capillo morado, y dan paso a la imagen de la Santísima Virgen de la Amargura (obra de Illanes) acompañada por San Juan Evangelista (de Castillo Lastrucci). Esta Hermandad fue fundada a principios del siglo XVI.
Viernes Santo. Hermandad del Santo Entierro: Cristo en el Santo Sepulcro y Nuestra Señora de la Soledad. Dos pasos. El del Santo Entierro represente a Cristo muerto en urna acristalada y dorada. El paso de la Virgen de la Soledad no lleva palio, sino una cruz con el sudario y las escaleras para bajar el cuerpo del Señor tras la imagen de la Dolorosa (obra ésta de Fernández Andes). Los nazarenos visten túnica y capillo negros. A esta procesión asiste una representación del resto de Cofradías locales, así como las autoridades municipales.
Sábado Santo. Hermandad de Las Tres Horas: Santísimo Cristo de las Aguas y Nuestra Señora de los Dolores. Dos pasos. El primero representa a Cristo muerto en la cruz, obra de Blanco Pajares. En las esquinas, las tallas de los cuatro Evangelistas. El segundo paso corresponde a la Virgen de los Dolores, imagen de dolorosa con las manos enlazadas. El techo de palio y las bambalinas son de color rojo oscuro. Luce candelabros de cola. Su fundación data de finales del siglo XIX. Los nazarenos del tramo de Cristo visten túnica y capillo blancos, capa roja y cinturón de esparto. Los del tramo de Virgen, túnica blanca y capillo y cíngulo rojos.
Domingo de Resurrección. Agrupación Parroquial de la Resurrección: Santísimo Cristo Resucitado y Santa María Magdalena. Un paso. Representa el momento en que Cristo Resucitado se aparece a María de Magdalena. La talla del Señor y la de la Magdalena son de Juan Manuel Martín. Esta Agrupación Parroquial ha sido la última en incorporarse como tal a la Semana Santa local. No lleva nazarenos, sino que los devotos que acompañan la procesión van vestidos “de calle”. Acompaña igualmente el cortejo una representación de las autoridades municipales y del resto de Cofradías.

## Curiosidades
Posee un helipuerto, ideado para las urgencias médicas que no puedan ser atendidas por las limitaciones propias del relativo aislamiento de la villa, y en sus proximidades se encuentra un aeropuerto privado (Aeródromo de Altarejos-Guadalcanal LEGC) que es utilizado en viajes personales de aeroplanos pequeños, principalmente para disfrutar de la caza.
El 12 de julio de 2008, el Rey concedió a Antonio Fontán Pérez, primer presidente del Senado de la Democracia, el título de Marqués de Guadalcanal, para él y sus descendientes. Fontán poseía los terrenos en que se encuentra la Ermita de San Benito, a 2 km del núcleo urbano.
El escritor Antonio Burgos, que pasó parte de su infancia en ella, la menciona a menudo en sus artículos de opinión así como en su novela El contador de sombras.
En julio de 2013, dentro de las Jornadas Patrimoniales de Santiago y Santa Ana, este municipio se hermanó con la isla homónima del archipiélago de las Salomón.
En octubre de 1961 se instaló a 953 m de altitud, en la Sierra de Hamapega el primer repetidor de RTVE en Andalucía que serviría para dar señal a toda Andalucía, Ceuta y Melilla así como de enlace con Hispanoamérica a través de Portugal.[cita requerida]
Los 2000 trajeron la TDT y con ello la restitución de esta antena de Guadalcanal. Su desmontaje despertó la curiosidad y la iniciativa de Eduardo Cordobés, teniente de alcalde de la localidad en 2009. Él mismo guardó las piezas más significativas de la antena y de ahí partió el homenaje que el municipio realizó en el mismo año.[cita requerida]
Guadalcanal es localidad de paso del Camino de la Frontera hacia Santiago de Compostela.